# Сухолучье
Сухолу́чье (укр. Сухолуччя) — село, входит в Вышгородский район Киевской области Украины. Расположено на берегу Киевского водохранилища.

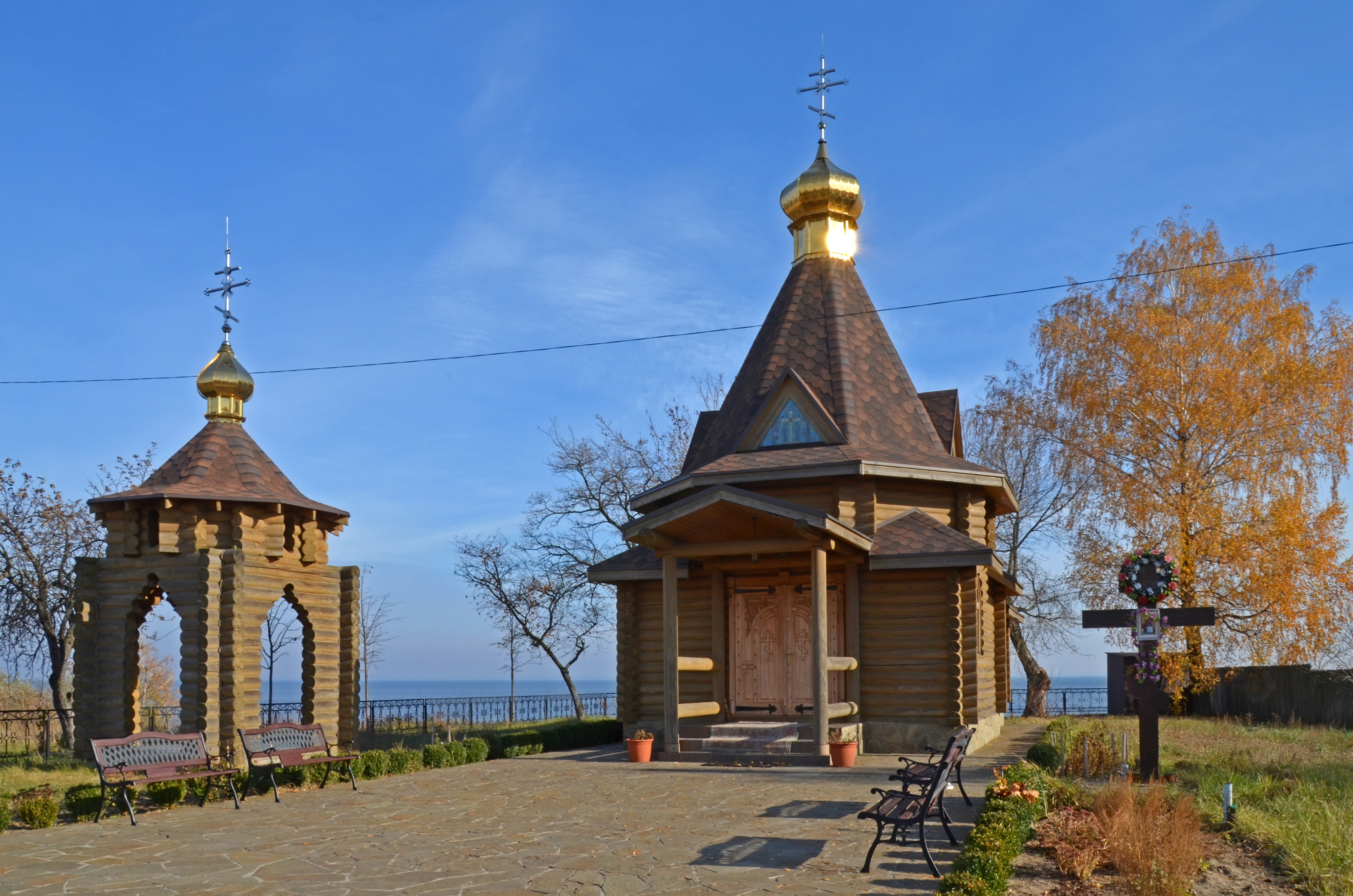
Храм в честь Казанской иконы Божьей Матери

Население по переписи 2001 года составляло 398 человек. Почтовый индекс — 07361. Телефонный код — 4496. Занимает площадь 1,6 км². Код КОАТУУ — 3221888301.

## Местный совет
07320, Київська обл., Вишгородський р-н, с. Сухолуччя, вул. Миру, 3; тел. 3-93-44 (укр.)